# Knokke Off : Jeunesse dorée
Knokke Off : Jeunesse dorée (Knokke Off) est une série télévisée dramatique belge flamande créée par Anthony van Biervliet et diffusée depuis le 12 mai 2023 sur VRT 1 et depuis le 7 décembre 2023 sur Netflix.
La deuxième saison est disponible depuis fin mai 2025 en Belgique francophone. Une troisième saison est en production.

## Synopsis
La série suit un groupe de jeunes adultes passant leur été dans la ville balnéaire belge de Knokke. 

## Distribution
- Pommelien Thijs (VF : Claire Baradat) : Louise Basteyns
- Willem De Schryver (VF : Jean-Stan Du Pac) : Alexandre Vandael
- Eliyha Altena (VF : Stevie Tomi) : Daan Paroty
- Anna Drijver (VF : Myrtille Bakouche) : Melissa van Nishout
- Ruth Becquart (VF : Rafaèle Moutier) : Éléonore Vandael
- Felicia Van Remoortel : Olivia Vandael
- Geert Van Rampelberg (VF : Stéphane Bazin) : Patrick Vandael
- Ayana Doucouré (VF : Léopoldine Serre) : Margaux
- Kes Bakker (VF : Gabriel Bismuth-Bienaimé) : Matti
- Emma Moortgat (VF : Camille Gondard) : Émilie Basteyns
- Jef Hellemans (VF : Benjamin Bollen) : Victor
- Ini Massez (VF : Delphine Braillon) : Angélique Basteyns
- Pieter Genard (VF : Jérôme Pauwels) : Jan Basteyns
- Manouk Pluis (VF : Youna Noiret) : Anouk
- Jasmine Sendar (VF : Fily Keita) : Christine Verduyn
- Gene Bervoets (VF : Féodor Atkine) : Jacques Peeters
- Caroline Stas (VF : Anastasia Cassandra) : Claudia
- Aimé Claeys : Thomas Peeters
- Viviane De Muynck : Jacqueline Vandael
- Pierre Gervais : Charles
- Tristan Versteven : Paul
- Dries Vanhegen : John
- Blaise Afonso : Jean-Jacques
- Laurent Van Wetter : Albert
- Hélène Theunissen : Marie-Ange
- Mirthe Tavernier : Suzanne
- Anne Somers : Eline Maenhout
- Korneel Blomme : Tim
- Bartel Verlinde : Jeroen
- Karel Vingerhoets : Maurice
- Tom De Beckker : Mike
- Hannes Reckelbus : Jason

 Source et légende : version française (VF) sur RS Doublage

## Épisodes

### Saison 1
| N° | Épisode                                      | Première diffusion en Belgique (VRT MAX) | Disponible mondialement (Netflix) | Durée   |
| -- | -------------------------------------------- | ---------------------------------------- | --------------------------------- | ------- |
| 1  | Bienvenue à Knokke, ma poule !               | 12 mai 2023                              | 7 décembre 2023                   | 35 min. |
| 2  | Tu voulais goûter ?                          | 12 mai 2023                              | 7 décembre 2023                   | 35 min. |
| 3  | Traîne avec les chiens et tu auras des puces | 12 mai 2023                              | 7 décembre 2023                   | 33 min. |
| 4  | J'ai une idée de génie                       | 19 mai 2023                              | 7 décembre 2023                   | 33 min. |
| 5  | Bienvenue chez moi !                         | 19 mai 2023                              | 7 décembre 2023                   | 34 min. |
| 6  | Je sens le sexe                              | 2 juin 2023                              | 7 décembre 2023                   | 34 min. |
| 7  | Le grand méchant loup                        | 9 juin 2023                              | 7 décembre 2023                   | 37 min. |
| 8  | Elle est beaucoup plus sage                  | 16 juin 2023                             | 7 décembre 2023                   | 35 min. |
| 9  | Ils sont au courant                          | 23 juin 2023                             | 7 décembre 2023                   | 34 min. |
| 10 | À l'amour ?                                  | 30 juin 2023                             | 7 décembre 2023                   | 31 min. |

### Saison 2
| N° | Épisode                      | Première diffusion en Belgique (VRT MAX) | Disponible mondialement (Netflix) | Durée   |
| -- | ---------------------------- | ---------------------------------------- | --------------------------------- | ------- |
| 1  | Ravi de te revoir !          | 6 décembre 2024                          | 31 janvier 2025                   | 32 min. |
| 2  | Je ne vis pas ma vie         | 13 décembre 2024                         | 31 janvier 2025                   | 34 min. |
| 3  | Ours bipolaire               | 20 décembre 2024                         | 31 janvier 2025                   | 29 min. |
| 4  | Ce n'est pas ce que tu crois | 27 décembre 2024                         | 31 janvier 2025                   | 34 min. |
| 5  | Doubles mixtes               | 3 janvier 2025                           | 31 janvier 2025                   | 35 min. |
| 6  | On est tous tarés            | 10 janvier 2025                          | 31 janvier 2025                   | 32 min. |
| 7  | Un gars de Knokke            | 17 janvier 2025                          | 31 janvier 2025                   | 33 min. |
| 8  | Comme un pro                 | 24 janvier 2025                          | 31 janvier 2025                   | 33 min. |

## Production
La série est écrite par Luk Wyns et Nele Vandael, et réalisée par Tom Goris. Le producteur est Anthony van Biervliet de la société de production Dingie, également à l'origine de la série dramatique pour jeunes adultes Dertigers. Le tournage a eu lieu principalement à Knokke-Heist, ainsi qu'à Malines et Bruxelles. La série est inspirée par le quotidien de jeunes adultes de l'élite flamande.
Knokke Off est une coproduction de Dingie, de la VRT et de Netflix, en collaboration avec Dutch FilmWorks et avec le soutien de Screen Flanders, de la commune de Knokke-Heist et du Tax Shelter.
Le tournage de la deuxième saison a débuté en avril 2024. Le 30 novembre 2024, la deuxième saison a été présentée en avant-première avec les deux premiers épisodes au Grand Casino de Knokke. Le premier épisode a été diffusé le 6 décembre 2024 sur la plateforme de streaming VRT MAX. Par la suite, l'intégralité de la saison a été rendue disponible dans le monde entier le 31 janvier 2025 sur Netflix.
Le 4 février 2025, une troisième saison de la série a été annoncée. La production de Knokke Off 3 a débuté en mars 2025. Toute la distribution reprend ses rôles habituels.

## Distinctions
| Année | Prix            | Catégorie                                                                | Résultat   |
| ----- | --------------- | ------------------------------------------------------------------------ | ---------- |
| 2023  | Humo's Pop Poll | Meilleure série (nationale)                                              | Lauréat    |
| 2023  | Humo's Pop Poll | Meilleure actrice (nationale) – Pommelien Thijs                          | Lauréat    |
| 2023  | Humo's Pop Poll | Meilleur acteur (national) – Willem De Schryver                          | Nomination |
| 2023  | De Kastaars!    | Meilleure série de fiction                                               | Lauréat    |
| 2023  | Les Ensors      | Meilleur scénario pour une série de fiction – Luk Wyns, Nele Vandael     | Nomination |
| 2023  | Les Ensors      | Meilleur maquillage – Labhise Allara Mandango Ciratu                     | Nomination |
| 2023  | Les Ensors      | Meilleure réalisation pour une série de fiction – Tom Goris              | Nomination |
| 2023  | Les Ensors      | Meilleure photographie – Pieter Van Alphen, Tom Bonroy                   | Nomination |
| 2023  | Les Ensors      | Meilleure interprétation principale – série de fiction – Pommelien Thijs | Nomination |
| 2023  | Les Ensors      | Meilleure série de fiction                                               | Nomination |